# Tratado de Fort Harmar

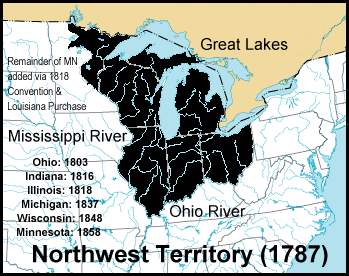

El Tratado de Fort Harmar (1789) fue un acuerdo firmado entre los Estados Unidos y varias naciones indígenas, incluyendo a los haudenosaunee, ojibwe, ottawa, potawatomi, sauk, wyandot y lenape. Estas naciones reclamaban territorios dentro de las tierras que Estados Unidos había obtenido del Reino de Gran Bretaña en 1783, conocidas como el Territorio del Noroeste.

## Historia

El Tratado de Fort Harmar, Archivos Nacionales.

El Tratado de Fort Harmar se firmó el 9 de enero de 1789 en Fort Harmar, ubicado en el Territorio del Noroeste. En este encuentro, los líderes de las naciones haudenosaunee, ojibwe, odawa, potawatomi, sauk, wyandot y lenape se reunieron con los negociadores estadounidenses, entre ellos Arthur St. Clair, gobernador del Territorio del Noroeste, junto con Josiah Harmar y Richard Butler.
Aunque el Tratado de Fort Harmar tenía como objetivo resolver los problemas pendientes de dos tratados anteriores, el Tratado de Fort Stanwix de 1784 y el Tratado de Fort McIntosh de 1785, en su mayoría solo reafirmó los términos de esos acuerdos, con algunos cambios menores. Sin embargo, el tratado no abordó las principales preocupaciones de las naciones indígenas, especialmente en cuanto a los asentamientos no autorizados de colonos estadounidenses en la región de Firelands, dentro de la Reserva Occidental, que invadían los territorios reservados para las naciones indígenas.
El Congreso autorizó a Arthur St. Clair a ofrecer un intercambio de otras tierras reservadas para asentamientos estadounidenses por las disputadas Tierras de Fuego de la Reserva Occidental. Sin embargo, St. Clair se negó a ceder estas tierras y, en su lugar, negoció un tratado que básicamente repetía los términos de tratados anteriores, utilizando sobornos y amenazas para conseguir la firma. Antes de las negociaciones, muchos líderes indígenas se reunieron para definir una estrategia. Joseph Brant, un líder haudenosaunee, propuso un compromiso que moviera la frontera al río Muskingum, pero otros líderes indígenas rechazaron esta idea.: 108–110  En respuesta, Brant envió una carta a St. Clair pidiendo concesiones tempranas, a lo que St. Clair se negó, acusando a Brant de actuar en favor del Reino de Gran Bretaña. Ante esta situación, Brant decidió boicotear las negociaciones con Estados Unidos e instó a otros a hacer lo mismo. La situación se deterioró aún más cuando un hombre blanco, Lewis Wetzel, asesinó a un líder haudenosaunee llamado Tegunteh. Aunque Wetzel fue arrestado dos veces, las autoridades estadounidenses nunca lo castigaron. Como resultado, varias naciones, incluidas los shawnee y los myaamiaki, se negaron a participar en las negociaciones debido a la actitud beligerante de St. Clair, y por lo tanto, no quedaron obligadas por el tratado.
El tratado no logró frenar la violencia en la región, que seguía siendo causada por la invasión de colonos estadounidenses en territorios ocupados por naciones indígenas. Muchas de estas naciones se sintieron traicionadas por el tratado, ya que lo veían como una imposición para ceder tierras y aceptar la soberanía extranjera.: 113  El fracaso del tratado llevó a una escalada en las hostilidades, mientras la Confederación Occidental resistía la invasión de Estados Unidos. La guerra continuó durante seis años, causando miles de muertos y resultando en algunas de las peores derrotas en la historia del ejército estadounidense, hasta que Estados Unidos logró derrotar a la alianza indígena en la Batalla de Fallen Timbers en 1794.
En el Tratado de Greenville de 1795, las naciones indígenas se vieron obligadas a ceder tres cuartas partes de sus tierras, ubicadas en lo que hoy es Ohio. Este tratado dividió el Territorio del Noroeste en dos zonas: una para los ciudadanos de las naciones indígenas y otra para los ciudadanos de los Estados Unidos.